# بيل يونغ (لاعب كرة قدم)
بيل يونغ هو لاعب كرة قدم كندي، ولد في 27 يوليو 1950 في فانكوفر في كندا.